# Комиссия по изучению старой Москвы
Комиссия по изучению Старой Москвы — научный кружок, созданный в 1909 году в Москве при Археологическом обществе.
Комиссия по изучению Старой Москвы начала свою деятельность в конце 1909 года. Она собирала различные материалы по истории и культуре для Музея старой Москвы. Она объединяла крупнейших москвоведов и любителей истории Москвы. Её возглавила до 1917 года графиня П. С. Уварова. В 1919—1923 годах её председателем был А. М. Васнецов (позже — почётный председатель), а с 1923 года — П. Н. Миллер.
В начале 1921 года, усилиями комиссии, отдел по делам музеев и охране памятников искусства и старины Наркомпроса принял решение организовать «Музей Старая Москва». Было выделено два зала в здании бывшего Английского клуба на Тверской улице, где разместились художественные фонды будущего музея и библиотека Английского клуба и где комиссия стала проводить свои собрания. Главным хранителем (директором) музея был назначен П. Н. Миллер. Основу собрания составили частные коллекции, переданные комиссии ещё до 1917 года — П. А. Бурышкина, Н. С. Кокурина, С. Б. Алмазова, А. С. Андреева, Н. А. Шамина, П. Б. Юргенсона и других собирателей; были добавлены также материалы из Оружейной палаты, Третьяковской галереи, Румянцевского музея, Строгановского училища, Музейного фонда и Книжного фонда РСФСР.
К началу 1922 года фонды музея насчитывали 15332 единицы хранения (картины, рисунки, гравюры, книги, альбомы, карты и др.), но выделенные помещения не позволяло организовать экспозиции, а только хранить фонды. 10 января 1922 года музей стал филиалом Исторического музея (ГИМ). В 1922 году число членов комиссии составляло около 100 человек; каждый четверг проходили заседания комиссии.
В октябре 1922 года здание на Тверской было передано под выставку «Красная Москва» и фонды музея вместе с комиссией переехали в Большой Харитоньевский переулок — Палаты Волковых — Юсуповых. «Музей Старая Москва» временно предоставил многие экспонаты для выставки, в том числе часть библиотеки, некоторые вещи, мебель. Экспонаты возвращены не были, вошли в фонд Музея революции по решению его директора.
В июне 1923 года Московское археологическое общество было закрыто и Комиссия по изучению старой Москвы была переоформлена как «Группа лиц, интересующихся изучением старой Москвы», а в январе 1924 года получила официальный статус и название «Ученая Комиссия при Отделении Государственного Исторического Музея «Старая Москва», в которую вошло 10 сотрудников; в 1926 году в комиссии было уже почти 200 членов. К 1927 году она была преобразована в секцию «Старая Москва» созданного в 1925 году «Общества изучения Московской губернии». В её составе в 1927 году работало 11 комиссий, в их числе: библиографическая, мемориальная (председатель — Н. А. Шамин), экскурсионная, кладбищенская (председатель — Б. С. Пушкин), этнографическая, пушкинская (председатель — П. Н. Миллер). На заседаниях слушались доклады об истории Москвы, отдельных улиц, церквей, зданий, о городском хозяйстве, здравоохранении, просвещении, быте городского населения, памятных местах Москвы.
Комиссия издавала сборники: «Старая Москва» (вып. 1—2, 1912—1914), «Московский краевед» (вып. 1—13, 1927—1930); участвовала в выпуске «Трудов Общества изучения Московской губернии (области)» (вып. 1—8, 1928—1930). Отдельно были изданы работы С. Д. Шереметева «Старая Москва» (вып. 1—3, 1915), Е. З. Баранова «Московские легенды» (вып. 1, 1928) и др.
Среди членов комиссии были учёные и исследователи: А. В. Арциховский, М. И. Александровский, П. Д. Барановский, А. А. Бахрушин, С. В. Бахрушин,М. М. Богословский, С. К. Богоявленский, Н. Д. Виноградов,В. А. Городцов, В. В. Згура,М. А. Ильин, П. В. Кисляков, С. И. Мицкевич, А. В. Орешников, А. И. Соболевский, Ю. М. Соколов,М. Н. Сперанский, Д. П. Сухов, П. В. Сытин, И. Я. Стеллецкий, М. Н. Тихомиров, А. В. Чаянов, Л. В. Черепнин,А. И. Яковлев, и др.; деятели искусства: актрисы Г. Н. Федотова,А. А. Яблочкина, писатели В. А. Гиляровский, Н. Д. Телешов.
В течение 1929—1931 годов краеведческое движение было разгромлено: многие краеведы были репрессированы, добровольные краеведческие общества были объединены под началом московского бюро краеведения. Последний сохранившийся протокол «Старой Москвы» датирован 5 февраля 1930 года. В феврале — октябре 1930 года секция «Старая Москва» работала совместно с секцией «Новая Москва», в октябре того же года они влились в Московское областное бюро краеведения.
В 1990 году деятельность Комиссии по изучению старой Москвы была возрождена на базе Государственной Публичной Исторической библиотеки. 12 февраля 1990 года состоялось первое заседание воссозданной комиссии «Старая Москва», на котором её председателем стал известный писатель-москвовед В. Б. Муравьёв.